# Niamey II
Niamey II est un arrondissement communal de la ville de Niamey, capitale du Niger. 

## Géographie
L'arrondissement de Niamey II s'étend en rive gauche du Niger aux abords du kori Gounti Yéna.

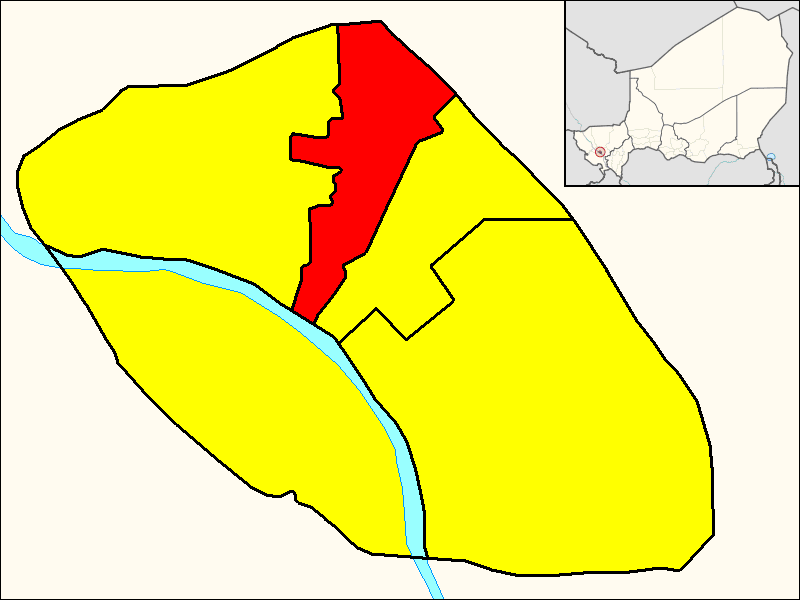
Arrondissement de Niamey II en rouge

|          | Karma     |            |
| Niamey I | Niamey II | Niamey III |
|          | Niamey V  |            |

## Histoire
La commune urbaine de Niamey II est instaurée en 2002, érigée en arrondissement communal en 2010. 

## Population
Lors du recensement général de 2012, la population communale est relevée à 246 898 habitants. L'accroissement annuel de la population atteint 3,5 % pendant la période 2001-2012.

## Administrations et institutions
- Ministère des mines de l'énergie et du pétrole
- Ministère de la Formation professionnelle
- Ministère de la Justice
- Tribunal de commerce de Niamey
- Office national des ressources minières

## Quartiers et villages
L'arrondissement s'étend sur 25 localités en zones urbaine et rurale.

### Quartiers
En zone urbaine, l'arrondissement compte 25 quartiers :
- Banifandou I
- Banizoumbou II
- Boukoki I
- Boukoki II
- Boukoki III
- Cité Député
- Dan Zama Koira
- Dar Es Salam
- Deyzeibon
- Djeddah Koira Mè
- Gandatché
- Issa Béri
- Koira Tagui
- Kombo
- Lazaret
- Maourey
- Nord Faisceau
- Nord Lazaret
- Tourakou
- Zongo

### Villages
En zone rurale, l'arrondissement compte 5 villages et un hameau :
- Bossey Bongou Château
- Fondo Ga
- Gorou Béri
- Gorou Kaina
- Tondo Bon

- Tondi Banda

## Services et infrastructures

### Santé
- Centre de Santé Intégré (CSI) à Boukoki[5].

### Sports
- Stade Général-Seyni-Kountché, (35 000 places) ouvert depuis 1989.
- Complexe sportif Issaka Daboré
- Boulodrome Deseybon

## Cultes
- Mosquées : Abi Oubeida, Sotruni, La Réussite, Elh Suisse, Chez Oriba, Kalifa Saoud Ibrahim, Al Mouhadjirine.
- Maazou Bin Djabal
- Cathédrale Notre-Dame-du-Perpétuel-Secours de Niamey de l'archidiocèse catholique, construite en 1931, cathédrale depuis 1948.

## Économie
- Centre commercial de la Chine à Niamey.
- Marchés : Katako, Dubai, Boukoki, Dar Es Salam, Petit marché.
- Marché de bétails de Tourakou

## Communication et médias
- La Voix du Sahel, station de radio de l'ORTN.
- RTT, Radio télévision Ténéré

## Culture
- Musée national Boubou-Hama